# آجیمه
|                                                            |  |                                           |
| آجیمه برنز طلایی که با مروارید منبت‌کاری شده است، دوره میجی |  | یک مهره آجیمه ترکیب فلز، ژاپن، قرن نوزدهم |

آجیمه (به انگلیسی: Ojime) (به ژاپنی: 緒締め)، یا «اتصال‌دهنده بند»، مهره‌ای است که در اینرو ژاپنی استفاده می‌شود.
طول آن معمولاً کمتر از یک اینچ است. هر کدام به شکل و شمایل خاصی تراش خورده‌اند، شبیه به نتسوکه می‌باشد، هر چند کوچک‌تر است.
از آن برای بستن ریسمان اینرو استفاده می‌شود تا در حین حمل باز نشود. تاریخچه مهره‌های آجیمه به دوره ادو (۱۸۶۸–۱۶۰۳) برمی‌گردد.
مهره‌های آجیمه، نتسوکه، و ساژمونو (sagemono) یا اقلام اینرو مواردی هستند که روی کیمونوی سنتی می‌پوشند، و معمولاً از اوبی آویزان می‌شوند.